# Changhsingoceras
Changhsingoceras – rodzaj głowonogów z wymarłej podgromady amonitów, z rzędu Goniatitida.
Żył w okresie permu (czangsing).